# Hovoranské louky
Hovoranské louky este o arie protejată (arie specială de conservare — SAC, sit de importanță comunitară — SCI) din Republica Cehă întinsă pe o suprafață de 10 ha, integral pe uscat.

## Localizare
Centrul sitului Hovoranské louky este situat la coordonatele 48°57′55″N 16°58′23″E / 48.965278°N 16.973056°E.

## Înființare
Situl Hovoranské louky a fost declarat sit de importanță comunitară în aprilie 2005 pentru a proteja 4 specii de plante. Situl a fost protejat și ca arie specială de conservare în martie 2014.

## Biodiversitate
Situată în ecoregiunea panonică, aria protejată conține 1 habitat natural: Pajiști uscate seminaturale și facies de acoperire cu tufișuri pe substraturi calcaroase (Festuco-Brometalia) (* situri importante pentru orhidee).
La baza desemnării sitului se află mai multe specii protejate de  plante (4): târtan (Crambe tataria), Echium russicum, Klasea lycopifolia, sisinei (Pulsatilla grandis).